# Brisbane (rzeka)
Brisbane – rzeka w południowo-wschodniej części stanu Queensland (Australia), przepływa przez miasto Brisbane, a następnie wpada do Zatoki Moreton. Rzeka została nazwana od imienia Gubernatora Nowej Południowej Walii Thomasa Brisbane. Nazwa została nadana przez porucznika Johna Oxleya, który w 1823 r. zbadał otoczenie zatoki Moreton i ujście rzeki. 
Na rzece zlokalizowana jest zapora wodna Wivenhoe Dam, stanowi ona główne zaopatrzenie w wodę dla miasta Brisbane. Przed budową zbiornika często dochodziło do wielkich powodzi, np. w 1974 doszło do największej powodzi w Brisbane w XX wieku.     

## Dopływy
- Północne: Breakfast Creek, Moggill Creek i Stanley.
- Południowe: Bulimba Creek, Norman Creek, Oxley Creek, Bremer i Lockyer Creek